# Jeff Palmer
Jeff Palmer (David Zuloaga, em 27 de março de 1975) é um ator pornográfico que aparece em filmes voltados para o público gay.

## Biografia
David Zuloaga nasceu em Los Angeles, Califórnia, mas foi viver em Mendoza, Argentina por familiares com dois anos. Aos 14, ele assistiu um filme pornográfico com Peter North que o levou a querer se tornar um ator pornográfico. Palmer saiu de casa aos dezesseis mudando-se para o Brasil, tendo um ano depois partido para a Europa. Segundo conta, lá teve sua primeira relação gay com um amigo. Nesse período ele trabalhou como garoto de programa em um local chamado Blue Boy club em Amsterdan. Com dezenove anos Palmer foi para Miami, e um ano depois fez seu primeiro filme pornográfico na Falcon Studios Palmer trabalhou exclusivamente para a Falcon até sair em 1999. Em 2001 Palmer retornou aos filmes pornográficos fez um filme na Pacific Sun Entertainment chamado Palmer's Lust. Palmer é conhecido pelo tamanho de seu pênis, que não é circuncindado medindo 23 cm. Em uma ereção, ele foi usado como molde para um sex toy.
Após ser diagnosticado com AIDS em 1997, Palmer usou drogas anti-retrovirais por quatro anos. De acordo com Palmer, após os ataques de 11 de setembro ele começou a investigar em sites que negam a AIDS e se convenceu que ela fazia parte de uma conspiração fraudulenta criada pelo governo Norte Americano. No ano seguinte ele iria assinar com a Hot Desert Knights para estrelar seu primeiro filme de retorno à industria bareback. O filme apresentou a primeira cena de Palmer como passivo. Apesar de seu diagnóstico de AIDS, Palmer permitia que seus fãs fizessem sexo oral nele durante suas apresentações em clubes noturnos, sendo que ele ainda apóia o sexo sem camisinha.
Palmer atualmente mora me Mendoza, Argentina, tendo se mudado para lá em outubro de 2009 após viver anos em Portland, Oregon. Palmer de vez em quando realiza apresentações solo por webcam para seus fãs em seu site oficial. Ele acredita que as drogas anti-retrovirais causam a AIDS e recomenda o tratamento terapêutico com cannabis. Palmer admitiu ser viciado em Metamfetamina e diz que vive sua vida guiado pelos ensinamentos de Jesus Cristo, embora continue usando drogas..

## Filmografia
- 1997: Manhandlers (Falcon)
- 1997: Heatwave (Falcon)
- 1997: The Chosen (Falcon)
- 1998: Fever (Falcon)
- 1998: Betrayed (Falcon)
- 1999: No Way Out (Falcon)
- 2001: Palmer's Lust (Pacific Sun)
- 2002: Jeff Palmer: Raw (Hot Desert Knights)
- 2002: Jeff Palmer: Hardcore (Hot Desert Knights)
- 2003: Bareback Leather Fuckfest (SX Video)
- 2005: Barebacking with Jeff Palmer Volume 3: Gang Fucked (SX Video)
- 2006: Bareback Boot Camp (SX Video)
- 2009: LA Raw (Raw Riders Studios)

## Prêmios
- 1998 Men In Video Award "Most Seductive Eyes"
- 1999 Men In Video Award "Best Top"

### Singles
- "Conectando" (1999)
- "Easy" (2000)
- "Rocktronico" (2000)
- "Gostoso" (2001)
- "Why? Porque?" (2001)
- "High" (2001)

### Compilações
- Jeff Palmer's First Music Compilation (2002)
- Second Musical Compilation (2003)